# Pöchtl
Pöchtl, auch Pechtl, war ein Ortsteil von Ruhpolding auf der Gemarkung Vachenau.
Seine Lage war etwas oberhalb des Südufers der Urschlauer Achen am Fuße des Eisenbergs und östlich von Feld im heutigen Gemeindeteil Brand.
Die Einöde gehörte zur katholischen Pfarrei, zur Schule und zur Post im viereinhalb Kilometer entfernten Ruhpolding und ursprünglich zur Gemeinde Vachenau. Durch die Eingemeindung von Vachenau kam sie um 1882 zu Ruhpolding.

## Einwohnerentwicklung
| Jahr        | 1861 | 1871 | 1875 | 1885 |
| ----------- | ---- | ---- | ---- | ---- |
| Einwohner   | 22   | 3    | 4    | 3    |
| Wohngebäude |      |      |      | 1    |

Der Ort Pöchtl wird letztmals im  Amtlichen Ortsverzeichnis von 1888 als Ort von Ruhpolding ausgewiesen.